# Pavel Šabalin
Pavel Vladimirovič Šabalin (rusky Павел Владимирович Шабалин; * 23. října 1988, Aksu, Kazašská SSR, SSSR) je kazašský fotbalový záložník a reprezentant, momentálně hráč klubu FK Aktobe.

## Reprezentační kariéra
V A-mužstvu reprezentace Kazachstánu debutoval 11. 9. 2012 v kvalifikačním zápase v Malmö proti domácímu Švédsku (prohra 0:2).